# Camilo Fernández
Camilo Jorge Fernández Leiva (Valdivia, ca. 1930-Santiago, 24 de enero de 2011) fue un productor discográfico chileno, responsable del desarrollo de la industria de la música chilena de la segunda mitad del siglo XX, con los movimientos artísticos como la Nueva Ola y la Nueva Canción Chilena, y creador del programa televisivo Música libre.

## Biografía

### Productor musical

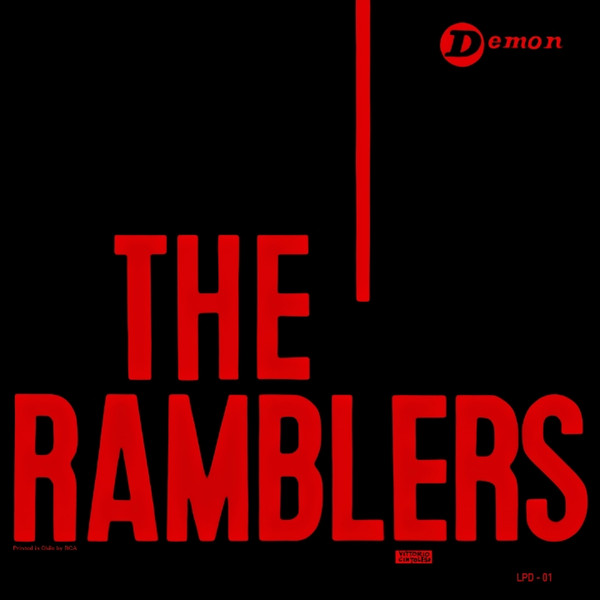
Carátula del longplay The Ramblers de Los Ramblers, lanzado por Demon y producido por Fernández.

Sus inicios fueron en la radio, destacándose por adelantarse a los éxitos y saber guiar aquellos singles con potencial de hits. Años después, sería director de las radios Chilena y Portales.
Como productor trabajó para los sellos Goluboff y RCA-Victor. Usando su buen olfato comercial, fundó en 1962 la disquera Demon, que lanzó el primer LP de Los Ramblers (The Ramblers, 1962) y su famoso sencillo, "El rock del mundial", que tuvo como contexto la Copa Mundial de Fútbol realizada en Chile ese año. Sus trabajos lanzaron a la fama Los Harmonic's, Luz Eliana y Sergio Inostroza. Durante su paso por RCA-Victor, Fernández impulsó las carreras de Gloria Simonetti, Pedro Messone, Gervasio, Luisín Landáez, Humberto Lozán, Ramón Aguilera, el Dúo Rey-Silva, Los Hermanos Campos y Los De Ramón, además de ser el sello en que se lanzó por primera vez el álbum debut de Víctor Jara de 1966, Víctor Jara.
A mediados de los años 1960 su trabajo con Los Cuatro Cuartos, Las Cuatro Brujas y Ginette Acevedo, entre otros, renovó la canción de raíz y la tonada conocida como Neofolklore. Ingresó a la escena de la Nueva Canción Chilena a través de un contrato con Isabel y Ángel Parra. Conoció a Rolando Alarcón, Patricio Manns y a Víctor Jara a quienes fichó en su disquera. A principios de la década de 1970 su disquera, ya con el nombre de Arena, publicó discos de Buddy Richard, Los Bric a Brac, Clan 91 y el grupo rock Aguaturbia.

### Carrera en televisión
En la televisión creó el programa Música libre, emitido por TVN desde el 2 de agosto de 1971. Participó en el programa musical 120 kilómetros por hora, conducido por César Antonio Santis. Años más tarde, fue productor musical de los programas Vamos a ver y Éxito.
Su última participación televisiva fue en 2005, como jurado en el programa Rojo Vip de TVN.

### Últimos años y muerte
En 2007, el productor sufrió una trombosis que le afectó la voz, la vista, el movimiento de su brazo izquierdo y el equilibrio.
Camilo Fernández falleció el 24 de enero de 2011 a los 80 años de edad, a causa de un infarto cerebral. Sus restos fueron sepultados en el Parque del Recuerdo.

## Controversias
Después del Golpe de Estado del 11 de septiembre de 1973, muchos artistas partieron al exilio. Muchos de ellos se enteraron de que Fernández hizo contratos con sellos discográficos europeos de discos de los hermanos Parra, Patricio Manns y el primer álbum homónimo de Víctor Jara. Jamás pagó a los autores. Con el regreso a la democracia, Manns y los Parra recriminaron públicamente a Fernández, pidiéndole que les devolviera el dinero por sus creaciones. El 2001, y luego de duras negociaciones con Joan Jara, viuda de Víctor, le entregó los masters del primer disco del autor.
Su última discusión en pantalla fue con Óscar Andrade, quien le recriminó por tener canciones de Buddy Richard y que, constantemente, se había aprovechado de los artistas chilenos incluyéndolo a él mismo.